# Tim Dawn
Tim Dawn, artiestennaam van Thijs Vroegop (Leiden, 6 juni 1987), is een Nederlandse singer-songwriter.

## Biografie
Tim Dawn studeerde rechten aan de Universiteit Utrecht voordat hij zich toelegde op de muziek. In 2014 verscheen zijn eerste single She. Het in 2016 uitgebrachte Lighthouse kreeg enige airplay op NPO Radio 2.
De doorbraak van Tim Dawn volgde in 2018, toen de eerste bij Universal Music Group uitgebrachte single Walking on a wire NPO Radio 2 TopSong werd. In 2019 werd ook single Bite the bullet TopSong.
In 2019 was Tim Dawn 3FM Talent, wat betekende dat de radiozender ruime aandacht aan zijn muziek besteedde.
Op 16 oktober 2020 verscheen met Prove you wrong de eerste single van het debuutalbum van Tim Dawn, dat op 8 oktober 2021 verscheen. Op 4 december 2020 verscheen de Bee Gees cover To love somebody, opgenomen voor de kerstcommercial van PLUS. Op 11 december 2020 werd To love somebody de alarmschijf op Qmusic en kwam de single binnen op 26 in de tipparade. De single bereikte vervolgens onder meer de veertiende positie in de Nederlandse Top 40 en de eerste positie in de NL Top 20 van 100% NL. Op 24 maart 2021 verscheen de single Fell for you, die onder andere werd uitgevoerd op 15 april 2021 in het televisieprogramma All you need is love. Op 14 juli verscheen de single In this together, die door 100% NL werd uitgeroepen tot Hit van 100 en de derde NPO Radio 2 TopSong van Tim Dawn werd.
In 2023 bracht Tim Dawn de EP Outsider pt. 1 uit. De single Don’t like him on you werd op 11 augustus 2023 uitgeroepen tot NPO Radio 2 TopSong. Van de release show verscheen de live EP Outsider pt. 1 (LIVE). 
Op 30 augustus 2024 verscheen het tweede studio-album van Tim Dawn, Outsider.

## Discografie

### Ep's
| Jaar | Titel         | Formaat | Label        |
| ---- | ------------- | ------- | ------------ |
| 2016 | Up            | ep      | Eigen beheer |
| 2019 | I'll hold on  | ep      | Universal    |
| 2023 | Outsider pt 1 | ep      | CTM Music    |

### Singles
| Single met eventuele hitnotering(en) in de Nederlandse Top 40 | Datum van verschijnen | Datum van binnenkomst | Hoogste positie | Aantal weken | Opmerkingen |
| ------------------------------------------------------------- | --------------------- | --------------------- | --------------- | ------------ | ----------- |
| To Love Somebody                                              | 04-12-2020            | 19-12-2020            | 14              | 14           | Alarmschijf |
| In this together                                              | 2021                  | 28-08-2021            | tip26*          |              |             |